# تسارونا یابالکا
تسارونا یابالکا (به بلغاری: Tsarvena Yabalka) یک منطقهٔ مسکونی در بلغارستان است که در شهرستان کیوستندیل واقع شده‌است.